# Всеобщие выборы в Того (1961)
Всеобщие выборы в Того проходили 9 апреля 1961 года одновременно с конституционным референдумом. На них избирались президент и депутаты Национального собрания. Выборы стали первыми всеобщими президентскими выборами Того. Силванус Олимпио от партии Комитет единства Того был единственным кандидатом. Он был избран первым президентом страны, а его партия получила все 52 места парламента. Явка составила 90%.

## Результаты

### Президентские выборы
| Кандидат                            | Партия                              | Голоса  | %    |
| ----------------------------------- | ----------------------------------- | ------- | ---- |
| Силванус Олимпио                    | Комитет единства Того               | 560 938 | 100  |
| Недействительных/пустых бюллетеней  | Недействительных/пустых бюллетеней  | 3 779   | –    |
| Всего                               | Всего                               | 564 617 | 100  |
| Зарегистрированных избирателей/Явка | Зарегистрированных избирателей/Явка | 627 688 | 90,0 |
| Источник: Nohlen et al.             |                                     |         |      |

### Парламентские выборы
| Партия                              | Голоса  | %    | Места | +/– |
| ----------------------------------- | ------- | ---- | ----- | --- |
| Комитет единства Того               | 560 938 | 100  | 52    | +23 |
| Недействительных/пустых бюллетеней  | 3 779   | –    | –     | –   |
| Всего                               | 564,617 | 100  | 52    | +6  |
| Зарегистрированных избирателей/Явка | 627 688 | 90,0 | –     | –   |
| Источник: Nohlen et al.             |         |      |       |     |